# Guillestre
Guillestre è un comune francese di 2 397 abitanti situato nel dipartimento delle Alte Alpi della regione della Provenza-Alpi-Costa Azzurra.
Guillestre è gemellata con Torre Pellice.

## Edifici e monumenti storici
- Place General Albert
- Chiesa di Notre-Dame d'Aquilon
- La Tour d'Eygliers

## Società

### Evoluzione demografica
Abitanti censiti

## Sport
Guillestre ha ospitato la partenza della 20ª tappa del Giro d'Italia 2016.